# Mannitolo 2-deidrogenasi (NADP+)
La mannitolo 2-deidrogenasi (NADP+) è un enzima appartenente alla classe delle ossidoreduttasi, che catalizza la seguente reazione:
D-mannitolo + NADP+ ⇄ D-fruttosio + NADPH + H+